# Five Thirteen
Five Thirteen es una película estadounidense de drama y crimen de 2013, dirigida por Kader Ayd, que a su vez la escribió junto a Renee Topper, musicalizada por Ramin Kousha, en la fotografía estuvo Samuel Brownfield y Greg Pedat, los protagonistas son Malik Barnhardt, Tom Sizemore y Taryn Manning, entre otros. El filme fue producido por Spartans Entertainment y A Free World Productions; se estrenó el 7 de agosto de 2013.

## Sinopsis
Decidido a evitar problemas al salir de la cárcel, Mike, que fue condenado sin merecerlo, se ve arrastrado a un lugar muy desagradable cuando su hermano, Tre, acepta un trabajo con el cual darle a Mike otra oportunidad.